# بوغدان تودور (منافس ألعاب قوى)
بوغدان تودور (بالرومانية: Bogdan Tudor)‏ هو منافس ألعاب قوى روماني، ولد في 1 فبراير 1970 في بوخارست في رومانيا.

## وصلات خارجية
- بوغدان تودور على موقع الاتحاد الدولي لألعاب القوى (الإنجليزية)
- بوغدان تودور على موقع أوليمبيديا (الإنجليزية)